# Fort de Lenlon
Le fort de Lenlon est un ouvrage d'infanterie situé sur la commune de Névache dans le département français des Hautes-Alpes. 

## Histoire
Le fort de Lenlon se situe à une altitude de 2 508 mètres à environ trois kilomètres du fort de l’Olive qu'il domine de 250 mètres. Pour défendre ce fort, on décida de 1890 à 1893, de fortifier plus haut, la crête de l'Enlon avec une ligne de batteries, un magasin à poudre sous roc et par un ouvrage à maçonnerie de moellons, en forme de tour hémicylindrique crénelée de belle facture. On peut y accéder par la Vallée de la Clarée ou le Col du Granon. Sa forme l'a fait surnommer le " Boyard haut-alpin''. Depuis les années 1960, c'est une propriété privée.
Rebaptisé blockhaus de Lenlon, l'ouvrage faisait partie du secteur fortifié du Dauphiné de la ligne Maginot du sud-est, et plus précisément du sous-secteur Haute Clarée-Guisane (quartier Peyrolles),  avec le fort de l'Olive, le blockhaus des Acles (construit en 1904), et l'avant-poste de Plampinet (inachevé).

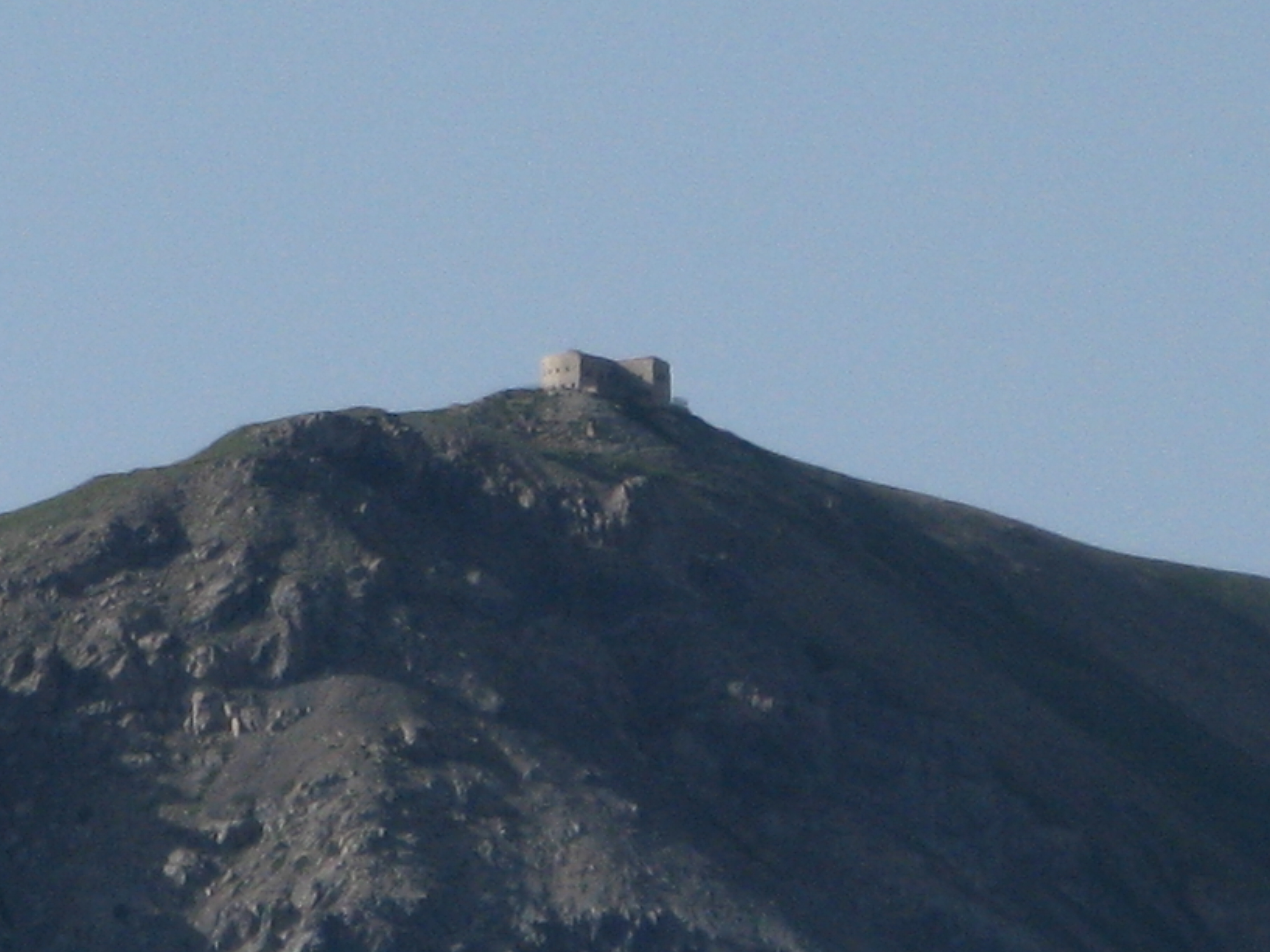
Vue du fort de Lenlon.